# Сильвий, Франциск
Франци́ск Си́львий, он же Франсуа́ Дюбуа́, Франц де ле Бо́э, Франс де ла Бо́э (лат. Franciscus Sylvius, фр. François Du Bois, нем. Franz De Le Boë; 15 марта 1614, Ханау, Германия — 15 ноября 1672, Лейден) — голландский врач, физиолог, анатом и химик.

## Биография
Франциск Сильвий является основателем так называемой школы «ятрохимии» в медицине, объяснявшей происхождение заболеваний химическими процессами в человеческом организме. Считал причиной всех болезней образование в теле больного избыточных «едкостей» кислотной или щелочной природы, и, в соответствии с принципом «противоположное лечи противоположным», при одном типе болезней назначал щёлочи, при другом — кислоты.
Вслед за голландским врачом-алхимиком Яном Баптистом ван Гельмонтом научился получать нитрат серебра (ляпис) путём соединения серебра с азотной кислотой и использовать его для прижигания ран, воспалений и бородавок.
Сильвий и его ученики внесли большой вклад в изучение пищеварения и циркуляции жидкостей в человеческом организме. Исследования Сильвия во многом способствовали отказу тогдашней медицины от мистического восприятия болезней и обращению к биохимическому объяснению их происхождения. Сильвия считают одним из основателей биохимии.
Изучение Сильвием морфологических изменений при туберкулёзе позволило ему высказать предположение о связи с этим заболеванием бугорков, обнаруживаемых в различных органах (хотя сам Сильвий не считал их морфологическим субстратом болезни и отождествлял бугорки в лёгких с изменёнными лимфатическими узлами).
Франциска Сильвия (де ла Боэ, Дюбуа) (Franciscus Sylvius) не следует смешивать с Жаком Дюбуа (Jacobus Sylvius), французским анатомом XVI века, автором комментариев к сочинениям Парацельса и Галена.